# Giulio Cesare Scaligero
Giulio Cesare Scaligero o della Scala, latinizado Julius Caesar Scaliger y también llamado Julio César Escalígero (Rocca di Riva, Trento, Reino de Italia; 23 de abril de 1484 - Agen, Lot y Garona, Francia; 21 de octubre de 1558), fue un médico, filósofo, botánico y humanista italiano, padre de Joseph Justus Scaliger.

## Biografía
De origen italiano, la parte más fructífera de su vida transcurrió en Francia. A despecho de su temperamento arrogante y pronto a la polémica, su reputación fue alta entre sus contemporáneos, quienes lo juzgaban tan extraordinario por su saber y su talento que, según Jacques August de Thou, ninguno de los antiguos podía ser colocado por encima de él ni ninguno de sus contemporáneos le llegó a ser comparable. Según sus propias notas biográficas, era descendiente de la casa Della Scala (que fue, durante 150 años, señora de Verona) y se dice nacido en 1484 en Rocca di Riva, a las orillas del Lago de Garda.
Cuando tenía doce años, su protector, el emperador Maximiliano I del Sacro Romano Imperio lo nombró uno de sus pajes. Estuvo algunos años a su servicio, distinguiéndose primero como soldado y luego como capitán; pero le disgustaba no dedicarse más a las letras, en las cuales había tenido como preceptores a algunos entre los más eminentes estudiosos de su tiempo, ni a las artes, que había estudiado con considerable éxito bajo la dirección del pintor Albrecht Dürer (Alberto Durero). En 1512 participó en la Batalla de Rávena, donde su padre y hermano mayor murieron; mostró grandes dotes de coraje y enseguida recibió el más alto honor de la caballería: el propio emperador le confirió la Orden del de oro, aumentada con el collar y el águila de oro. Esta es la única y elevadísima condecoración que obtuvo. Dejó la corte de Maximiliano I y después de un tiempo de estar bajo el mecenato de Alfonso I d'Este, duque de Ferrara, decidió abandonar la vida militar y en 1514 se inscribió como estudiante en la Universidad de Bolonia. Pensó en ordenarse sacerdote con la esperanza de llegar a ser cardenal e incluso papa, si le hubiera sido posible arrebatar a los venecianos el Ducado de Verona que habían usurpado, pero, de momento, mientras estudiaba, abandonó estos proyectos hasta licenciarse en 1519. En los años siguientes pasó al castillo de Vico Nuovo, en Piamonte, como huésped de Della Rovere, dividiendo su tiempo entre expediciones militares y el estudio principalmente de la medicina y de la historia natural, en invierno, hasta que un fuerte ataque de gota reumática lo condujo definitivamente al fin de su carrera militar. En 1520, conoció al médico Nostradamus, quien le tuvo por su mentor.
En 1525 devino médico personal del obispo de Agen, en Francia, y llevó una vida absolutamente consagrada al estudio, con tiempo para formar a algunos importantes discípulos, como el helenista Robert Constantin. En 1525 acompañó, en su papel de médico personal, a Antonio della Rovere, obispo de Agen. Estos son los hechos más destacables de los primeros años de su vida. 
Acusado de herejía en 1538 fue protegido por sus amigos jueces, entre ellos Arnoul Le Ferron). En esa misma Época publicó sus principales libros, que suscitaron polémicas y críticas. En 1531 estampó su primera invectiva contra Erasmo de Róterdam, y su Ciceronianus y en defensa de Cicerón. Es una invectiva vigorosa que muestra, como en todos sus escritos sucesivos, un sorprendente dominio del latín y una retórica brillante. Ataca el abuso de la lengua vulgar.
Fue grande la indignación del escritor cuando la única respuesta que recibió del gran Erasmo fue ser tratado con un silencioso desprecio (Erasmo pensaba que esta obra suya era en realidad obra de un enemigo personal, Meander, que creía escondido bajo el pseudónimo de G.C.S.), y esto indujo a Escalígero a escribir una segunda invectiva (publicada en 1536), más violenta que la anterior y con una mayor autoglorificación, pero con méritos reales inferiores a la primera. Estos discursos vinieron acompañados de una prodigiosa cantidad de versos latinos que aparecieron sucesivamente en 1533, 1534, 1539, 1546 y 1547; sobre estos, un crítico amigo, Mark Pattison, se sintió obligado a aprobar el juicio de Pierre Daniel Huet, que dijo "por sus poesías brutas e informes Scaliger ha deshonrado el Parnaso"; sin embargo, las numerosas ediciones de estos textos demuestran su éxito entre los contemporáneos.
Un breve tratado sobre los versos cómicos De comicis dimensionibus (Lyon, 1540) y una obra De causis linguae Latinae (Ginebra, 1580), lo convirtieron en el primer gramático latino que seguía los principios del método científico; es el primer intento serio de una gramática del latín, sólo superado por Francisco Sánchez de las Brozas, el Brocense, y su Minerva, quien confiesa deberle no poco. Sus Poetices libre septem (Lyon, 1561; Leiden, 1581) aparecieron después de su muerte. Con muchas paradojas y múltiple crítica literaria y desprecio a sus contemporáneos, en especial a Étienne Dolet, se contiene en estos libros una crítica fundada en la Poética de Aristóteles, imperator noster; omnium bonarum artium dictator perpetuus, de forma que llegó a ser un tratado muy influyente en la historia de la crítica literaria. Como muchos de su generación, Scaligero consideraba a Virgilio superior a Homero. Su elogio de las tragedias de Séneca influyó sobre Shakespeare y Pierre Corneille.
Como filósofo y científico Scaligero fue un filólogo competente; además, entre 1556 y 1557 imprimió el Dialogue de plantis" y las Exercitationes, en forma de comentarios, y no fue sino a los setenta años (con la excepción de un breve tratado De insomniis de Hipócrates) que sintió que una de sus investigaciones estaba lo bastante completa para darla a la imprenta. En 1556 hizo imprimir su diálogo sobre las plantas De plantis atribuido a Aristóteles y en 1557 sus Exercitationes fundadas en el trabajo de Girolamo Cardano, De subtilitate. Póstumos aparecieron sus comentarios De causis plantarum a Teofrasto y a la Storia degli animali de Aristóteles más o menos incompletos y acompañados de un dogmatismo arrogante, violencia en el lenguaje y una constante tendencia a la autoglorificación, extrañamente combinados con auténtico conocimiento en cuanto a la materia tratada y razonamientos agudos, observaciones de hechos crudos y detalles sin parangón entre los otros estudiosos de su tiempo. En efecto era quizás el mayor naturalista del Quinientos, con todos los límites que le dio su época. Anticipa el razonamiento inductivo del método científico, pero sus estudios de botánica no lo condujeron (como a su contemporáneo Konrad von Gesner), a la idea de un sistema natural de clasificación, y despreció el sistema descubierto por Copérnico. Era un dogmático y aristotélico en metafísica e historia natural, así como fanático de Galeno en medicina. Dominaba amplia y profundamente los principios de sus maestros cuando estos no eran capaces de ser coherentes consigo mismos. En muchos aspectos corrigió a sus maestros utilizando sus mismos principios, y fue más aristotélico que el mismo Aristóteles. Se encontraba en una fase de evolución del saber en la cual se intentan armonizar los textos con los hechos testarudos, y por eso sus resultados tienen un valor puramente histórico. Sus Exercitationes fundadas en el De subtilitate de Cardano (1551) le dieron notoriedad como filósofo. Sus numerosas ediciones testifican su popularidad en su época y hasta la caída final de la física aristotélica sus libros fueron muy usados, a causa de su caudal de conocimiento enciclopédico, el vigoroso estilo del autor y la agudeza de sus observaciones. Leibniz y William Hamilton lo reconocieron como el mayor exponente de la física y metafísica de Aristóteles. Giulio Cesare Scaligero murió en la ciudad de Agen en 1558.

## Obras

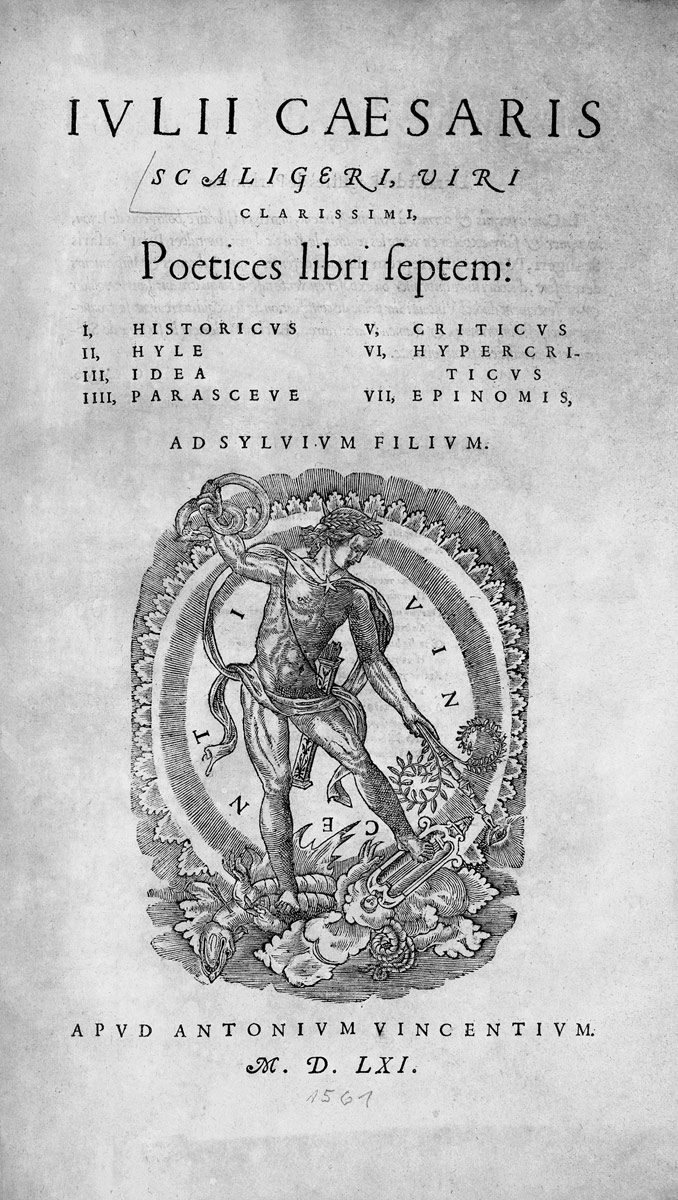
Poetices libri septem.

- Oratio pro Cicerone contra Ciceronianum Erasmi. 1531
- De comicis dimensionibus. 1539
- De causis linguae latinae libri XIII. 1540
- In duos Aristotelis libros de plantis libri II. 1556
- Exotericae exercitationes de subtilitate adversus Cardanum. 1557
- Poetices libri VII. 1561
- Commentarius et animadversiones in VI libros de causis plantarum Theophrasti. 1566
- De sapientia et beatitudine libri VIII. 1573
- Primi tomi miscellaneorvm De Rervm causis & successibus atq. secretiori methodo ibidem expressa. Köln 1570
- Aristotelis liber qui X. historiarum (animalium) inscribitur, latine et commentariis. 1584
- Epistolae et orationes. 1600.